# Walenty Wesołowski
Walenty Wesołowski (ur. 7 stycznia 1895 w Krasnem, zm. 15 października 1978) – polski inżynier rolnik, wieloletni nauczyciel Szkoły Rolniczej w Czernichowie, żołnierz Legionów Polskich, porucznik artylerii Wojska Polskiego, uczestnik wojny polsko-ukraińskiej i polsko-bolszewickiej, powstaniec śląski, członek ZWZ-AK, więzień sowieckich łagrów. Kawaler Orderu Virtuti Militari.

## Życiorys
Walenty Wesołowski był jednym z pięciorga dzieci małorolnej rodziny chłopskiej z podrzeszowskiego Krasnego. Ukończył szkołę ludową w rodzinnej wsi oraz gimnazjum klasyczne w Rzeszowie. Należał do Związku Strzeleckiego. W sierpniu 1914 roku wstąpił do formujących się Legionów Polskich, był żołnierzem 1 pułku piechoty w składzie I Brygady. Ranny w listopadzie, został ewakuowany z Krakowa do szpitala w Wiedniu, po wyleczeniu przechodził okres rekonwalescencji w Pradze. Do służby liniowej powrócił w maju 1915 roku. Po kryzysie przysięgowym został wcielony do armii austriackiej i skierowany do szkoły artylerii w Pozsony. Po jej ukończeniu walczył do października 1918 roku na froncie włoskim. Wcześniej, w trakcie urlopu złożył egzamin dojrzałości i od roku akademickiego 1917/1918 został słuchaczem Studium Rolniczego Uniwersytetu Jagiellońskiego.
Powróciwszy do kraju zgłosił się jako ochotnik do formującego się Wojska Polskiego. Brał udział w działaniach wojny polsko-ukraińskiej i polsko-bolszewickiej, awansując w lutym 1919 roku do stopnia podporucznika, a we wrześniu 1920 porucznika artylerii. Urlopowany z wojska 20 listopada 1920 roku, wziął udział w walkach III powstania śląskiego. 17 maja 1922 roku został odznaczony orderem wojskowym „Virtuti Militari” V klasy.
Egzamin dyplomowy na Uniwersytecie Jagiellońskim złożył 7 lipca 1923 roku, uzyskując tytuł inżyniera. Od 1924 roku pracował jako inspektor w Małopolskim Towarzystwie Rolniczym, następnie jako nauczyciel w Ludowej Szkole Rolniczej w Wacyniu, Państwowej Szkole Rolniczej w Suchodole oraz Państwowej Szkole Rolniczej w Białokrynicy na Wołyniu. Od 1931 roku został nauczycielem hodowli zwierząt w Państwowej Średniej Szkole Rolniczej w Czernichowie. Był jednocześnie kierownikiem hodowli szkolnego stada bydła rasy czerwonej. Po agresji niemieckiej we wrześniu 1939 roku uczestniczył w ewakuacji zwierząt w rejon Szczebrzeszyna, gdzie zdeponował je u miejscowych rolników, a w 1940 roku sprowadził na powrót do szkolnej obory.
Do 1941 roku zarządzał gospodarstwem nieczynnej szkoły, a po zgodzie Niemców na jej uruchomienie pozostał w niej jako nauczyciel. Jednocześnie zaangażował się w działalność konspiracyjną, jako dowódca miejscowej kompanii Armii Krajowej „Pług”, pod pseudonimem „Dołega”. Utworzył w Czernichowie, w ramach placówki „Pardwa”, szkołę podoficerską i podchorążych AK oraz ośrodek tajnego nauczania. Uczestniczył w pracach miejscowej delegatury Rady Głównej Opiekuńczej. Aby uchronić szkolne stado bydła przed rozproszeniem, współorganizował sprzedaż rodowodowych cieląt okolicznym rolnikom, z zastrzeżeniem ich wykupienia po zakończeniu wojny, co w efekcie pozwoliło odbudować stado po wywiezieniu go przez Niemców na teren Czech.
Po przejściu frontu, został 24 stycznia 1945 roku aresztowany i osadzony w więzieniu NKWD w Krakowie, a następnie wywieziony do łagrów na Donbasie. Pracował tam niewolniczo do jesieni 1947 roku. Po powrocie do kraju został przywrócony do pracy w szkole w Czernichowie. Na emeryturę przeszedł w 1969 roku, nadal pozostając nauczycielem na niepełnym etacie. Przez uczniów był popularnie nazywany „Walkiem”.
Zmarł 15 października 1978 roku.

## Ordery i odznaczenia
- Krzyż Srebrny Orderu Wojskowego Virtuti Militari nr 5943 – 17 maja 1922[2][1]
- trzykrotnie Krzyż Walecznych
- Krzyż Niepodległości (1932)
- Śląski Krzyż Powstańczy
- Brązowym Medalem za Długoletnią Służbę (1938)
- Krzyż Kawalerski Orderu Odrodzenia Polski (1968)
- Złoty Krzyż Zasługi (1958)
- Medal 10-lecia Polski Ludowej
- Medal za Długoletnie Pożycie Małżeńskie.